# Bad Oeynhausen
Bad Oeynhausen je lázeňské město na březích řeky Vezery v Severním Porýní-Vestfálsku. Má rozlohu 64,8 čtverečních kilometrů a žije v něm necelých 50 tisíc obyvatel. V letech 1945–1949 byl Bad Oeynhausen hlavní město britské okupační zóny Německa.

## Osobnosti spojené s městem
- Jiří Gruša (10. listopadu 1938 v Pardubicích – 28. října 2011 v Bad Oeynhausenu)